# Candy Shop (canción de 50 Cent)
«Candy Shop» es una canción del rapero 50 Cent con la cantante de R&B contemporáneo Olivia. La canción fue escrita por 50 Cent y Scott Storch para el segundo álbum comercial de 50 Cent The Massacre (2005). Scott Storch, que también produjo la canción, fue influido por la música del Gran Oriente Medio.
La canción, lanzada como el segundo sencillo del álbum, fue una de las más populares del año, alcanzando los primeros diez puestos de la mayoría de las listas de éxitos en las que ingresó. «Candy Shop» recibió diferentes críticas, y fue catalogada por algunas de éstas como un regreso a la colaboración previa de 50 Cent en «Magic Stick» de Lil' Kim.

## Antecedentes
En una entrevista con la revista XXL, el rapero Fat Joe dijo que ayudó a producir la canción mientras aún trabajaba con Scott Storch. Este indicó: “Estoy seguro de que el mundo no sabe que nosotros producimos Candy Shop juntos. Yo la produje con él (Storch)... Scott me llamó como 50 veces, 100 veces: ‘Hey, ¿estás seguro de que no la quieres usar? 50 Cent me llamó. 50 Cent lo quiso’. Nunca tuve problemas con este tipo. Yo estaba como, ‘Continúa’”. Cuando estaba escribiendo la canción, 50 Cent indicó: “Traté de ser lo más sexual posible, desde una perspectiva masculina, sin ser vulgar u obsceno”.

## Música
“Candy Shop” es una canción bailable de tempo medio. La canción, que fue oficialmente producida por Scott Storch, incluye la música de “Love Break” de The Salsoul Orchestra. IGN dijo que la producción tuvo un “parentesco a Oriente Medio” con cuerdas sintetizadas que “desatan un giro oscuramente atonal”. The Guardian también escribió que la producción contiene “sonidos pálidos que imitan a los Neptunes”. PopMatters describió el coro como “tranquilo pero con un subyacente elemento siniestro” con 50 Cent y Olivia cantando suavemente: “Girl what we do (what we do) / And where we do (and where we do) / The things we do (things we do) / Are just between me and you (oh yeah)” (Nena lo que hacemos (lo que hacemos) / y donde lo hacemos (y donde lo hacemos) / Las cosas que hacemos (las cosas que hacemos) / Quedan entre nosotros (oh sí). Rolling Stone también destacó “el sonido de tenor amateur del canto suave” de 50 Cent en el coro.

## Recepción
La canción recibió diferentes críticas. PopMatters la describió como una canción que “chorrea frescor y energía sexual” y es “muy sexy, pero contiene un centro de hostilidad bastante inconfundible, un pavoneo de macho y un ensordecedor golpe de pecho”. Entertainment Weekly escribió que la canción es un “atractivo sencillo desechable” y letras como “after you work up a sweat, you can play with the stick” (“después de trabajar duramente, puedes jugar con el palo”) no son seductoras; “son órdenes”. Azeem Ahmad de MusicOMH escribió que la química entre 50 Cent y Olivia “es casi tan explícita como la letra... la línea del bajo está hecha para bailar apretadamente”. El autor Ethan Brown, en una crítica a The Massacre, llamó a la canción “aburrida” y “casi idéntica” a la colaboración previa de 50 Cent en “Magic Stick” de Lil' Kim. Además indicó que 50 Cent se veía muy contento con su “imagen hipersexual” entre otras cosas y “sin inspiración suficiente para trabajar con los mismos llamativos esquemas anteriores”. Pitchfork Media también catalogó a “Candy Shop” como una repetición de “Magic Stick” “en ritmo y tono”, y Stylus dijo que es “más de lo mismo” en comparación a su colaboración previa. De forma similar, Billboard escribió que 50 Cent “muestra un pequeño crecimiento líricamente”.
Fat Joe respondió a la canción luego de que 50 Cent lo atacara en “Piggy Bank”, una canción “insultante” dirigida a varios raperos. Fat Joe lanzó una canción, “My Fo, Fo”, en la cual rapea “Is it me or does ‘Candy Shop’ sound like ‘Magic Stick’?/ In the video, this nigga 50 'bout to strip/ Shaking his ass” (“Soy yo o ‘Candy Shop’ suena como ‘Magic Stick’?/ En el video, este negro 50 a punto de hacer un striptease/ Moviendo su trasero”).
If you passed the CDL exam not too long after this song was released, you can say that you had a CDL way before Can’t Feel My Face.

## Ventas y listas de éxitos
“Candy Shop” tuvo éxito en los Estados Unidos, convirtiéndose en el sexto sencillo de 50 Cent en alcanzar el primer puesto. La canción debutó en el puesto 28 del Hot 100 de Billboard, se mantuvo en el primer puesto por nueve semanas y permaneció en la lista de éxitos por veintitrés semanas. La canción alcanzó el puesto 1 del Hot R&B/Hip-Hop Songs, Hot Rap Tracks y Rhythmic Top 40. A la canción también le fue bien en las listas de éxitos relacionadas con el pop, alcanzando el puesto 2 del Pop 100 y el puesto 5 del Top 40 Mainstream. “Candy Shop” fue ayudado en el Hot 100 y Pop 100 por sus numerosas descargas digitales, llegando al primer puesto del Hot Digital Songs. El sencillo fue certificado oro por la RIAA y nominado a la Mejor Canción de Rap en los Premios Grammy de 2006, pero perdió frente a “Diamonds from Sierra Leone” de Kanye West.
A través de Europa, la canción alcanzó el puesto 1 en Austria, Bélgica, Alemania y Suiza, y a los primeros cinco puestos en Irlanda, Noruega, los Países Bajos y el Reino Unido. En Australia, el sencillo alcanzó el puesto 3, fue certificado platino por la ARIA y quedó en el puesto 24 de la lista de éxitos de finales de 2005. También alcanzó el segundo puesto en Nueva Zelanda.

## Video musical
El video musical fue dirigido por Jessy Terrero entre el 11 de enero y 12 de enero de 2005, y filmado en Hollywood, California. Debido a que el video musical de “Sugar (Gimme Some)” del rapero Trick Daddy ya tenía referencias a las golosinas, 50 Cent dijo “tratamos de hacer algo un poco diferente” y no seguir el mismo camino. El video muestra a Olivia como la bailarina principal y a varias modelos, incluyendo a Chessika Cartwright (como una dominatrix), “Lyric” (como una enfermera) y Carmen Molina (como la chica de la cama). También incluye cameos de Lil Scrappy y los miembros de G-Unit Lloyd Banks y Young Buck. En los MTV Video Music Awards de 2005, el video fue nominado como Mejor Video Masculino, pero perdió frente a “Jesus Walks” de Kanye West.
El 2 de febrero de 2005, el video debutó en Total Request Live de MTV en el puesto 9 y se mantuvo en la lista de éxitos durante cuarenta y seis días. También alcanzó el primer puesto en la lista de éxitos de videos de MuchMusic.

## Posición en las listas de éxitos
| Lista de éxitos (2005)                         | Posición |
| ---------------------------------------------- | -------- |
| Lista de éxitos australiana                    | 3        |
| Lista de éxitos austríaca                      | 1        |
| Lista de éxitos belga                          | 1        |
| Lista de éxitos canadiense                     | 7        |
| Lista de éxitos holandesa                      | 4        |
| Lista de éxitos finlandesa                     | 11       |
| Lista de éxitos francesa                       | 8        |
| Lista de éxitos alemana                        | 1        |
| Lista de éxitos irlandesa                      | 2        |
| Lista de éxitos neozelandesa                   | 2        |
| Lista de éxitos noruega                        | 2        |
| Lista de éxitos sueca                          | 18       |
| Lista de éxitos suiza                          | 1        |
| Lista de éxitos británica                      | 4        |
| Billboard Hot 100 estadounidense               | 1        |
| Billboard Pop 100 estadounidense               | 2        |
| Billboard Top 40 Mainstream estadounidense     | 5        |
| Billboard Rhythmic Top 40 estadounidense       | 1        |
| Billboard Hot R&B/Hip-Hop Songs estadounidense | 1        |
| Billboard Hot Rap Tracks estadounidense        | 1        |

## Formato y lista de canciones
- Sencillos del CD[31]

1. “Candy Shop” (versión del álbum)
2. “Disco Inferno” (versión del álbum)

- Sencillos del Reino Unido[32]

1. “Candy Shop” (versión del álbum)
2. “Disco Inferno” (versión del álbum)
3. “Candy Shop” (instrumental)

- Sencillos maxi[33]

1. “Candy Shop” (versión del álbum)
2. “Candy Shop” (versión del álbum)
3. “Candy Shop” (instrumental)
4. “Candy Shop” (video)

| Predecesor: “Let Me Love You” de Mario. | Sencillo número uno del Billboard Hot 100. 5 de marzo de 2005 – 30 de abril de 2005.                  | Sucesor: “Hollaback Girl” de Gwen Stefani.             |
| Predecesor: “Let Me Love You” de Mario. | Sencillo número uno del Hot R&B/Hip-Hop Songs de Billboard. 19 de marzo de 2005 – 9 de abril de 2005. | Sucesor: “Hate It or Love It” de The Game con 50 Cent. |